# Shapurji Saklatvala
Shapurji Dorabji Saklatvala (Bombaim, 28 de março de 1874 – Londres, 16 de janeiro de 1936) foi um político britânico de origem parsi. Em 1922, Saklatvala se tornou o terceiro indiano a ser eleito para o Parlamento do Reino Unido, após Dadabhai Naoroji e Mancherjee Bhownagree. Também foi um dos poucos membros do Partido Comunista da Grã-Bretanha a servir como membro do parlamento.

## Biografia

### Vida antes da política
Shapurji Saklatvala nasceu em 28 de março de 1874 em Bombaim (atual Mumbai), na Índia. Era o filho de um comerciante, Dorabji Saklatvala, e de Jerbai, irmã do industrial Jamsetji Tata, então maior empresário da Índia. Saklatvala estudou na Escola de São Francisco Xavier em Bombaim e depois frequentou a Faculdade de São Francisco Xavier. Em seguida, trabalhou como prospector de ferro e carvão para o tio, obtendo êxito em encontrar depósitos de ferro e carvão nos estados de Bihar e Orissa. Saklatvala contraiu malária, o que levou-o a se mudar para a Inglaterra em 1905, para se tratar e cuidar dos negócios do tio em Manchester. Ele se juntou ao Lincoln's Inn, mas deixou a organização antes de se tornar um barrister.

### Carreira política
Saklatvala foi um militante socialista e se filiou ao Partido Trabalhista Independente (Independent Labour Party – ILP) de Manchester em 1909. A Revolução Bolchevique de novembro de 1917 na Rússia foi uma inspiração para Saklatvala e, após o estabelecimento da Internacional Comunista em 1919, ele tentou fazer com que o ILP se afiliasse à organização. Para atingir este fim, Saklatvala formou, com Emile Burns, R. Palme Dutt, J. Walton Newbold e Helen Crawfurd, dentre outros, uma facção chamada de Grupo de Esquerda dentro do ILP. Quando a tentativa do grupo de Saklatvala não obteve êxito na conferência nacional do partido em março de 1921, Saklatvala se desfiliou do partido para se tornar um membro do então recém-criado Partido Comunista da Grã-Bretanha (Communist Party of Great Britain – CPGB).
Uma de suas primeiras atividades enquanto membro do CPGB foi participar do 2° Congresso Pan-Africano, realizado em 1921 em Paris, como delegado do partido. Na eleição geral de 1922, o CPGB lançou seus primeiros candidatos, disputando o pleito em seis distritos. Saklatvala concorreu pelo distrito londrino de Battersea North e foi um dos dois candidatos comunistas a receberem apoio do Partido Trabalhista, um ampla organização social que incluía o ILP e representantes de sindicatos. Saklatvala venceu o pleito, recebendo 11.311 votos, 2 mil a mais que seu rival. Outro comunista eleito, sem o apoio do Partido Trabalhista, foi Walton Newbold, que obteve a maior parte dos votos em Motherwell, na Escócia.
Saklatvala foi aceito no grupo parlamentar do Partido Trabalhista, enquanto Newbold teve sua adesão ao mesmo grupo rejeitada. Isso, no entanto, não impediu que Saklatvala e Newbold atuassem em conjunto e a dupla atuou em defesa dos desempregados e das moradias populares sempre que possível. Newbold acabou sendo suspenso da Casa dos Comuns em maio de 1923 devido a sua oposição à atuação de George Nathaniel Curzon durante a ocupação francesa da região alemã do Ruhr.
Durante a eleição de 1923, o CPGB lançou nove candidatos, incluindo Shapurji Saklatvala em Battersea North, onde ele foi unanimemente escolhido como candidato do Partido Trabalhista. Embora nem todos os candidatos comunistas fossem apoiados pelo Partido Trabalhista, todos receberam apoio de militantes trabalhistas. Apesar de ganhos moderados para os trabalhistas na eleições, o resultado geral foi imensamente favorável para o Partido Conservador. Todos os candidatos comunistas foram derrotados, incluindo Saklatvala.
A eleição geral de 1924 ocorreu na esteira do chamado "escândalo da carta de Zinoviev" – no qual o Partido Trabalhista, que liderava nas pesquisas de intenção de voto, foi acusado falsamente de ser um agente da KGB cuja linha política era definida em Moscou – e como resultado os conservadores aumentaram em dois milhões sua votação e ganharam o pleito. O Partido Trabalhista perdeu 42 assentos apesar de ter mais candidatos do que nunca. Em Battersea North, Saklatvala se candidatou pela primeira vez sem o apoio dos trabalhistas, mas mesmo assim conseguiu se eleger por uma pequena margem de 544 votos, se tornando o único dos oito candidatos do CPGB a ser eleito.
Saklatvala foi preso durante a greve geral de 1926 após ter feito um discurso em apoio a mineiros; ele ficou na prisão dois meses sob acusação de insubordinação. Em 1927, participou da fundação da Liga Contra o Imperialismo. A carreira parlamentar de Sklatvala acabou quando ele perdeu seu assento na eleição de 1929. Ele concorreu novamente na eleição de 1930 do distrito de Glasgow Shettleston, na Escócia, mas obteve apenas 5,8% dos votos, e tentou mais uma vez se eleger por Battersea North em 1931, mas não logrou êxito.
Em 1934, Saklatvala visitou a União Soviética para fazer um tour pelas repúblicas do extremo oriente, cujos governos ele comparou favoravelmente ao da Grã-Bretanha na Índia. Durante a visita, ele sofreu um ataque cardíaco, mas se recuperou. Em 1935, durante a eleição geral do Reino Unido, Saklatvala atuou ativamente nas campanhas eleitorais de Harry Pollitt e Willie Gallacher.

### Vida pessoal
Saklatvala se casou, em 14 de agosto de 1907, com uma inglesa se chamada Sarah Elizabeth Marsh (nascida em 1888), a quem ele havia conhecido enquanto ela trabalhava como garçonete em um hotel de Matlock em Derbyshire. O casal teve três filhos e duas filhas. Certa vez, ele foi censurado pelos membros ateus do CPGB por fazer cerimônias de iniciação parsi para seus filhos no Caxton Hall em Westminster; Saklatvala se defendeu dizendo que fez isso apenas para obter acesso a um fundo fiduciário familiar.